# The Hell Diggers
The Hell Diggers é um filme mudo do gênero drama produzido nos Estados Unidos e lançado em 1921.